# Sergiu Negruț
Sergiu Dorin Negruţ (Kolozsvár, 1993. április 1. –) román labdarúgó.

## Pályafutása
Negruţ a CFR 1907 Cluj akadémiáján nevelkedett. A román élvonalban 2011. április 7-én mutatkozott be egy Rapid București elleni mérkőzésen. 2016-ban román kupát nyert a kolozsvári csapattal. 2018 nyarán szerződtette őt a magyar elsőosztályú Kisvárda FC csapata.

## Sikerei, díjai
CFR 1907 Cluj:
- Román labdarúgókupa: 2016